# گواسو
گواسو (به لاتین: Goaso) یک منطقهٔ مسکونی در غنا است که در منطقه آهافو واقع شده‌است.